# Astragalus imbricatus
Astragalus imbricatus là một loài thực vật có hoa trong họ Đậu. Loài này được Boriss. miêu tả khoa học đầu tiên năm 1946.